# NSU Max
La Max è un modello di motocicletta prodotto dalla casa tedesca NSU dal 1953 al 1963.

## Contesto
Ricostruiti gli stabilimenti distrutti durante la Seconda guerra mondiale, la NSU riprese la produzione motociclistica nel 1949 con la Fox 98 cc. Per inserirsi nel settore delle quarto di litro, molto popolare nella Germania Ovest dei primi anni Cinquanta, la Casa di Neckarsulm si affidò a Albert Roder, il quale realizzò due modelli che condividevano telaio, sospensioni e freni: la Fox 250 con motore a due tempi e la Max 250 a quattro tempi.
Quest'ultima fu presentata al Salone di Francoforte 1952, entrando in produzione l'anno successivo accompagnata da una massiccia campagna pubblicitaria e avvantaggiata dalle ottime prestazioni: con i suoi 15 CV è la quarto di litro più potente in commercio. Ciò si riflette dal punto di vista commerciale: nel solo 1953 se ne vendono 24.403, facendo di essa la 250 più venduta in Germania.
Nel 1954 fu presentata la Spezial Max, versione più potente (2 CV), con un serbatoio più capiente e con freni a tamburo centrale anziché laterali. Per il mercato austriaco l'anno successivo fu introdotta la Max 301 OSB, con cilindrata maggiorata a 297 cc e telaio e sospensioni riviste. Queste ultime modifiche furono riprese nel 1956 sulla Supermax, ultima versione della quarto di litro NSU.
Con il crollo delle vendite motociclistiche della fine degli anni Cinquanta dovuto alla diffusione dell'automobile utilitaria, la produzione della Max proseguì sino al 1963 (sebbene negli ultimi due anni la produzione fosse proseguita utilizzando ricambi e fondi di magazzino). Sono state prodotte circa 100.000 Max.

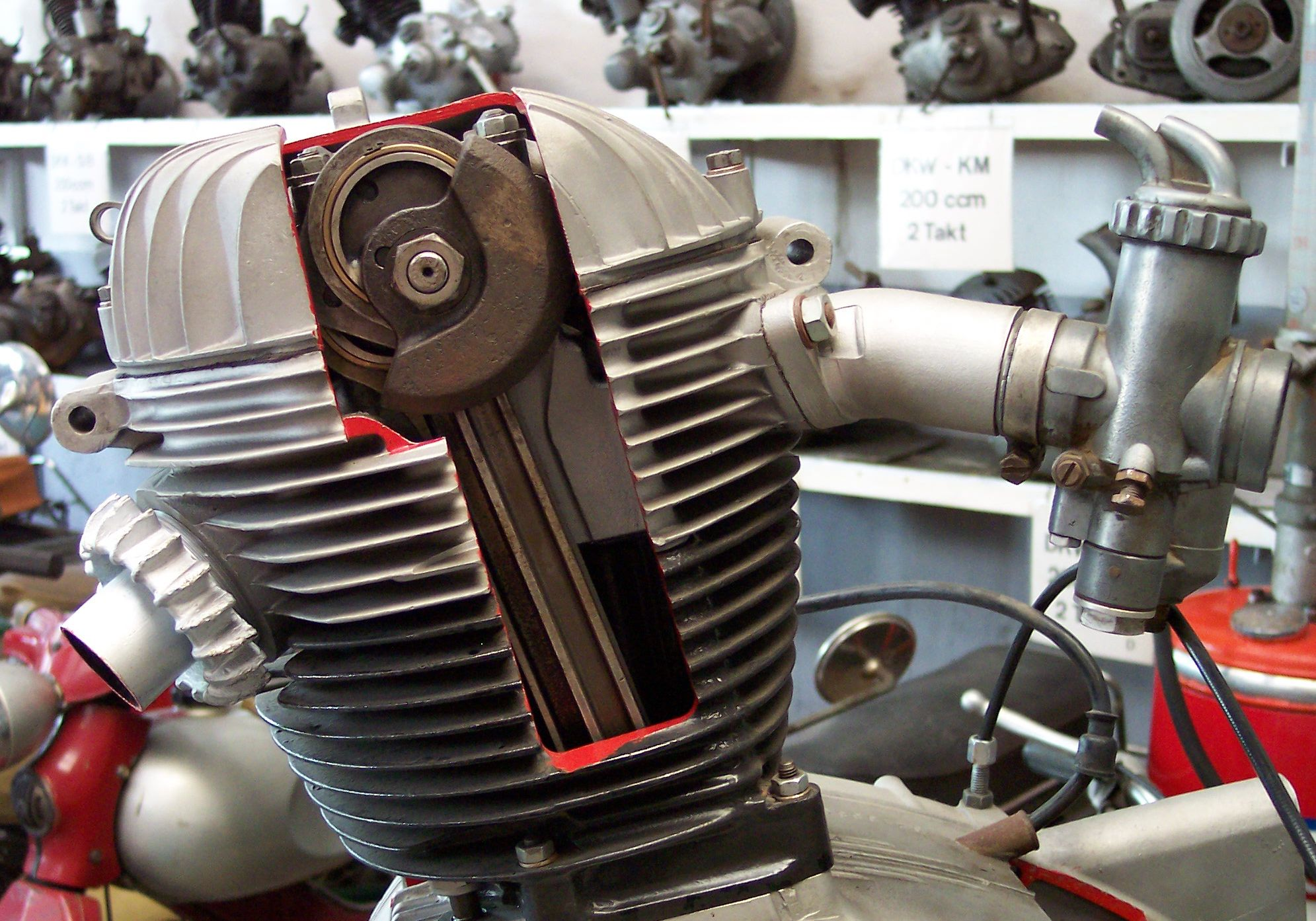
La distribuzione Ultramax-Valve-Control

## La tecnica
Caratteristica della Max è il suo motore, un monocilindrico quattro tempi monoalbero dotato di un originale comando della distribuzione, battezzato Ultramax-Valve-Control e brevettato dalla NSU, con il quale l'albero a camme in testa era azionato da una coppia di biellette posizionate sul lato sinistro del cilindro. Il sistema (già visto negli anni Venti su un motore JAP e negli anni Trenta su un sei cilindri Bentley), sebbene più complicato e costoso rispetto ad un comando a ingranaggi o a catena, ha tra i suoi pregi l'affidabilità e la silenziosità di funzionamento.
Altro punto distintivo della Max è il telaio, composto da due gusci in lamiera saldati tra loro a cui è fissato il motore. All'interno del telaio è fissato un monoammortizzatore che agisce sul forcellone posteriore (mentre la forcella anteriore, sempre in lamiera, è a ruota spinta). Dal 1955 il monoammortizzatore fu sostituito da due più convenzionali ammortizzatori montati a lato della ruota posteriore.

## Le competizioni
Per la stagione 1955 la NSU, ritiratasi ufficialmente dalle corse a fine 1954, presentò una quarto di litro derivata dalla Max di serie, battezzata Sportmax, affidandola a Hermann Paul Müller, John Surtees, Sammy Miller e Hans Baltisberger, che ottenne il titolo iridato della categoria con Müller (approfittando della squalifica di Bill Lomas al GP d'Olanda). Rispetto alla moto di serie, la Sportmax era più potente (29 CV a 9.500 giri/min) e con una diversa ciclistica, ripresa dalla Rennfox 125 dell'anno precedente. 

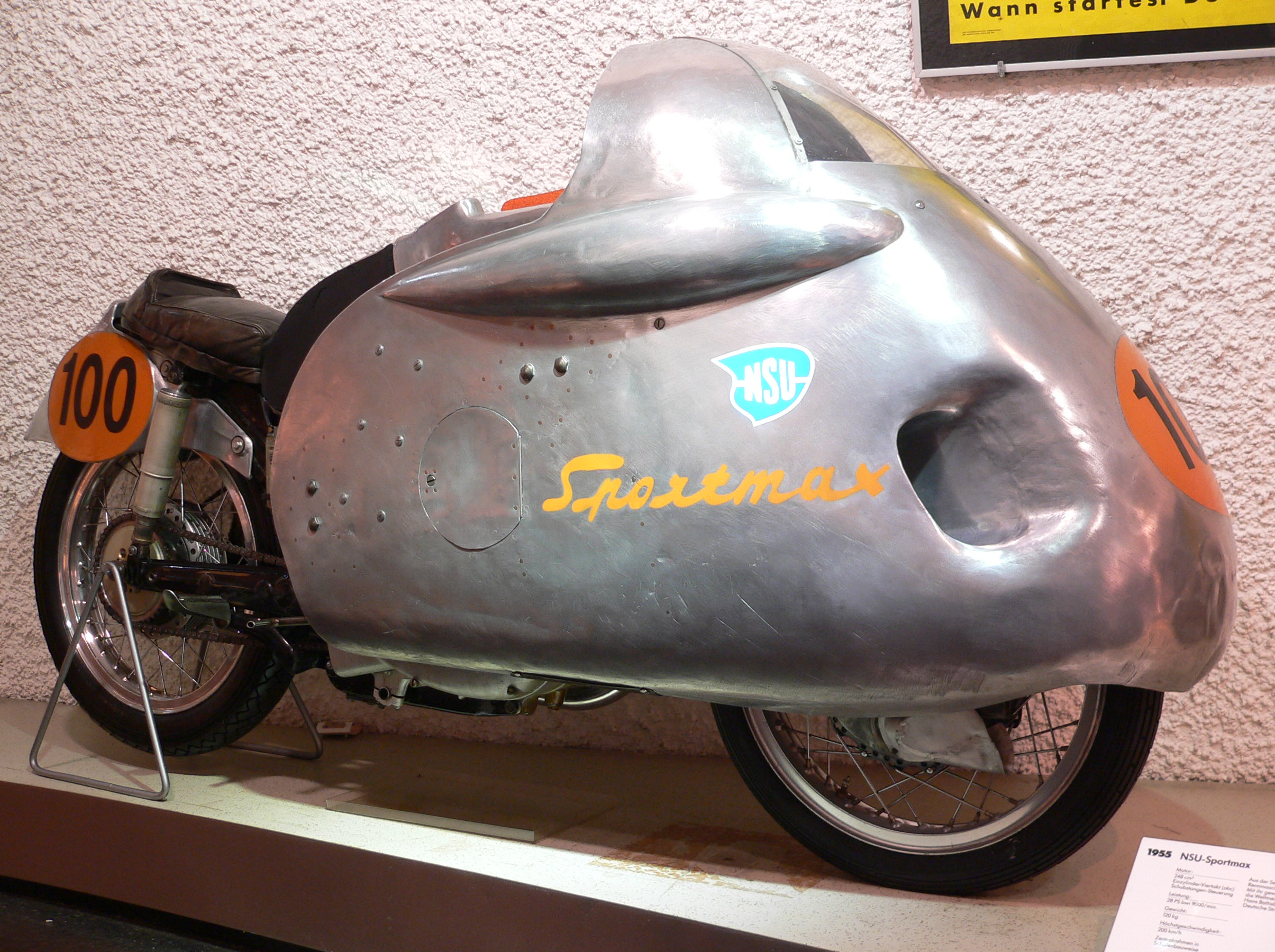
La Sportmax che si aggiudicò il titolo 1955

A fine 1955 la NSU realizzò anche una versione da Regolarità della Max, battezzata Geländemax, che riprendeva il telaio della Supermax (rivisto per il fuoristrada) e alcune parti del motore (pistone e camme) della Sportmax. La Geländemax ottenne buoni risultati nel fuoristrada: medaglie d'oro alle Sei Giorni 1955 e 1956 e venticinque titoli tedeschi di Regolarità tra il 1955 e il 1967.